# ピーター・シーガル
ピーター・シーガル（Peter Segal、1962年 - ）は、アメリカ合衆国の映画監督・映画プロデューサー・脚本家・俳優。コメディ映画で成功を収めていることで知られる。
現在は日本の漫画『BLEACH』の実写化を企画中であり、自身はプロデューサーとして係わる予定。

## フィルモグラフィ
- 裸の銃を持つ男 33 1/3 最後の侮辱 Naked Gun 33⅓: The Final Insult（1994） - 監督・出演
- クリス・ファーレイはトミーボーイ（英語版） Tommy Boy（1995） - 監督
- 元大統領危機一発/プレジデント・クライシス My Fellow Americans（1996） - 監督
- ナッティ・プロフェッサー2 クランプ家の面々 Nutty Professor II: The Klumps（2000） - 監督・出演
- N.Y.式ハッピー・セラピー Anger Management（2003） - 監督
- 50回目のファースト・キス 50 First Dates（2004） - 監督
- ロンゲスト・ヤード The Longest Yard（2005） - 監督
- ゲット スマート Get Smart（2008） - 監督・製作総指揮
- リベンジ・マッチ Grudge Match（2013） - 監督・製作総指揮
- セカンド・アクト Second Act（2018） - 監督・製作総指揮
- マイ・スパイ My Spy（2020） - 監督・製作